# 晴見町
晴見町（はるみちょう）は、東京都府中市の地名。現行行政地名は晴見町一丁目から晴見町四丁目。郵便番号は183-0057。

## 地理
府中市の北側中央に位置する。
東から時計回りに、府中市幸町、府中市府中町、府中市寿町、府中市日鋼町、府中市東芝町、府中市武蔵台、府中市栄町に隣接する。

## 交通

### 鉄道
| 街区内に設置されている駅     |
| ---------------------------- |
| JR武蔵野線 - 北府中駅(JM 34) |

### バス
京王電鉄バス府中営業所が周辺の路線バスを運行している。

## 施設

### 晴見町二丁目
- 北府中駅
- 京王バス府中営業所(京王府中晴見町ビル)

### 晴見町四丁目
- 府中刑務所